# 性応法親王
性応法親王（しょうおうほうしんのう、元禄3年11月8日（1690年12月8日） - 正徳2年8月15日（1712年9月15日））は日本の法親王。

## 生涯
霊元天皇の第10皇子。母は五条経子（菅中納言局）。号は八十宮、後に澤宮。
元禄4年（1691年）5月16日に大覚寺の附弟となる。元禄13年（1700年）8月21日に親王宣下を受け、寛敦親王と称する。同年10月11日に得度。宝永6年（1709年）5月12日に二品に叙される。正徳2年（1712年）8月15日、23歳で死去。